# Raphiglossoides
Raphiglossoides (лат.) — род одиночных ос (Eumeninae).

## Описание
От близких родов ос отличается следующими признаками: тергит I в дорсальном виде шире длины, с преапикальным поперечным килем. Переднее крыло с первой возвратной жилкой, полученной в субмаргинальной ячейке II, и второй возвратной жилкой в субмаргинальной ячейке III или интерстициальной.

## Распространение
В мировой фауне известно 2 вида, все в Афротропике 2 вида (Южная Африка).
- Raphiglossoides aethiopicus Giordani Soika, 1936[3][5]
  - = Gibbodynerus gibbus Gusenleitner, 2000
- Raphiglossoides minutus (Gusenleitner, 2000)[3]
  - = Gibbodynerus minutus Gusenleitner, 2000[6]